# Lee Ki-woo
Lee Ki woo (en hangul, 이기우; nacido el 23 de octubre de 1981) es un actor surcoreano. Conocido por sus papeles en The Classic (2003), Tale of Cinema (2005), A Love to Kill (2005) y Flower Boy Ramyun Shop (2011).

## Vida personal
Inició su servicio militar obligatorio el 9 de noviembre de 2009, y después de 22 meses de servicio activo en el Hospital Fuerzas Armadas de Seúl, fue dado de baja el 1 de septiembre de 2011.
En 2013 comenzó a salir con la actriz Lee Chung-ah, sin embargo años más tarde se anunció en julio de 2019 que la pareja se había separado en 2018.
El 23 de agosto de 2022 se anunció la boda del actor, que tuvo lugar en una ceremonia privada el 24 de septiembre del mismo año, en la isla de Jeju.

## Carrera
En marzo de 2019 se anunció que se había unido al elenco principal de la serie Doctor Detective, donde dio vida a Choi Tae-young, el heredero de "TL Group".
En septiembre de 2020 se unió al elenco de la serie 18 Again (también conocida como "Eighteen Again"), donde dio vida al maestro de educación física Choi Il-kwon.

## Filmografía

### Series de televisión
| Año     | Título                                       | Rol                     | Red     | Notas              | Ref.          |
| ------- | -------------------------------------------- | ----------------------- | ------- | ------------------ | ------------- |
| 2004    | Not Alone                                    | Lee Ki-woo              | SBS     |                    |               |
| 2005    | A Love to Kill                               | Kim Joon-sung           | KBS2    |                    |               |
| 2006    | Outrageous Women                             | Jang Woo-jin ("Rookie") | MBC     |                    |               |
| 2007    | Kid Gang                                     | Lee Kal-nal             | OCN     |                    |               |
| 2008    | Star's Lover                                 | Jung Woo-jin            | SBS     |                    |               |
| 2011    | Cool Guys, Hot Ramen (Flower Boy Ramen Shop) | Choi Kang-hyuk          | tvN     |                    |               |
| 2012    | My Shining Girl                              | cantante idol           | KBS     | Cameo, ep. 6       |               |
| 2012    | Standby                                      | Ryu Ki-woo              | MBC     |                    |               |
| 2013    | The Virus                                    | Kim Se-jin              | OCN     |                    |               |
| 2013    | Miss Korea                                   | Lee Yoon                | MBC     |                    |               |
| 2014    | Flower Grandpa Investigation Unit            | Park Tae-min            | tvN     |                    |               |
| 2016    | Memory                                       | Shin Young-Jin          | tvN     |                    |               |
| 2016    | Doctors                                      | Gong Byeong-doo         | SBS     | Cameo, ep. 1-5, 9  |               |
| 2017    | The Lady in Dignity                          | Kang Ki-ho              | jTBC    |                    |               |
| 2017-18 | Rain or Shine                                | Seo Joo-won             | jTBC    |                    | [ 13 ]        |
| 2018    | Four Men                                     | Kang Il-kwon            | TBA     |                    | [ 14 ]        |
| 2019    | Doctor Detective                             | Choi Tae-young          | SBS     |                    |               |
| 2020    | 18 Again                                     | Choi Il-kwon            | JTBC    |                    | [ 15 ]        |
| 2022    | Mi diario de liberación                      | Jo Tae-hoon             | JTBC    |                    | [ 16 ]        |
| 2022    | Shooting Stars                               |                         | tvN     | Aparición especial | [ 17 ]        |
| 2023    | Agency                                       | Jung Jae-hoon           | JTBC    |                    | [ 18 ]        |
| 2023    | Hermanos milagrosos                          | Lee Myung-seok          | JTBC    |                    | [ 19 ] [ 20 ] |
| 2024    | Knight Flower                                | Park Yoon-hak           | MBC     |                    | [ 21 ] [ 22 ] |
| 2024    | Una maleta                                   | Seo Do-ha               | Netflix | Aparición especial | [ 23 ]        |

### Cine
| Año  | Título                    | Rol                    |
| ---- | ------------------------- | ---------------------- |
| 2003 | The Classic               | Yoon Tae-soo           |
| 2004 | Windstruck                | Príncipe 4 (cameo)     |
| 2004 | Spin Kick                 | Seok-bong              |
| 2004 | He Was Cool               | Kim Han-sung           |
| 2005 | Tale of Cinema            | Jeon Sang-won          |
| 2005 | Sad Movie                 | Sang-gyu               |
| 2006 | Lost in Love              | Sang-sik               |
| 2006 | Woman on the Beach        |                        |
| 2007 | Ballet Shoes (short film) | Lee Ki-woo             |
| 2007 | Skeletons in the Closet   | Jin-sung               |
| 2007 | Someone Behind You        | Park Hyun-joong        |
| 2008 | Crazy Waiting             | Gi-seong (cameo)       |
| 2008 | Story of Wine             | Min-sung               |
| 2008 | Lost and Found            | Kang Min-woo           |
| 2010 | Wedding Dress             | Ji-hoon                |
| 2011 | Sin of a Family           | Detective Lee Tae-heon |
| 2013 | Bean Sprouts              | Il-hong                |
| 2014 | Shot Gun                  | Detective              |
| 2015 | Time Renegade             | Detective Lee          |
| 2016 | Misbehavior               | Lee Jong-chan          |

### Espectáculos de variedades
| Año  | Título            | Red    | Función                          | Notas           | Ref.          |
| ---- | ----------------- | ------ | -------------------------------- | --------------- | ------------- |
| 2011 | Food Essay        | O'live | presentador                      |                 | [ 24 ]        |
| 2013 | Playing Oppa      | Y-Star | presentador                      |                 |               |
| 2014 | Friends in Macau  | Y-Star |                                  |                 |               |
| 2015 | Real Men Season 2 | MBC    |                                  |                 |               |
| 2016 | Babel 250         | tvN    | elenco                           |                 | [ 25 ] [ 26 ] |
| 2017 | Battle Trip       | KBS2   | concursante junto a Lee Yi-kyung | Episodios 42-45 |               |

### Vídeos musicales
| Año  | Título de la canción                                               | Artista       | Ref.          |
| ---- | ------------------------------------------------------------------ | ------------- | ------------- |
| 2002 | "100 Days"                                                         | Naul          |               |
| 2006 | "Living One Year in Winter"                                        | Brian Joo     |               |
| 2009 | "Staying Away"                                                     | KCM           |               |
| 2012 | "Just Let It Go" + "Bad Guy Thing" + "Sorry I'm Sorry" (Escape EP) | Kim Hyung-jun | [ 27 ] [ 28 ] |
| 2012 | "Memory of the Wind"                                               | Naul          | [ 29 ]        |
| 2018 | "My Apology Letter"                                                | Kim Yeon-woo  |               |

### Presentador
| Año  | Programa                       | Notas                                            | Ref.   |
| ---- | ------------------------------ | ------------------------------------------------ | ------ |
| 2018 | Mnet Asian Music Awards (MAMA) | presentador de categoría                         | [ 30 ] |
| 2015 | 2015 Mnet Asian Music Awards   | presentador de categoría - junto a Stephanie Lee | [ 31 ] |

## Premios y nominaciones
| Año  | Premio                     | Categoría              | Trabajo nominado        | Resultado | Ref.          |
| ---- | -------------------------- | ---------------------- | ----------------------- | --------- | ------------- |
| 2008 | Korea Jewelry Awards       | Premio Emerald         | —                       | Ganador   |               |
| 2013 | Asia Model Festival Awards | Premio Estrella modelo | —                       | Ganador   |               |
| 2016 | 7th Korea Drama Awards     | Hot Star Award         | Memory                  | Ganador   |               |
| 2022 | 13th Korea Drama Awards    | Premio a la excelencia | Mi diario de liberación | Ganador   | [ 32 ] [ 33 ] |